# Bytom Open
Il Bytom Open, noto come Polska Energia Open e ZRE Katowice Bytom Open per ragioni di sponsorizzazione, è stato un torneo professionistico di tennis giocato sulla terra rossa, che faceva parte dell'ATP Challenger Tour. Si giocava annualmente a Bytom in Polonia dal 2007 al 2010.

## Albo d'oro

### Singolare
| Anno | Campione              | Finalista       | Punteggio |
| ---- | --------------------- | --------------- | --------- |
| 2010 | Pere Riba             | Facundo Bagnis  | 6–0, 6–3  |
| 2009 | Laurent Recouderc (2) | Jan Hájek       | 6–3, 6–4  |
| 2008 | Laurent Recouderc (1) | Pablo Santos    | 6–3, 6–4  |
| 2007 | Peter Luczak          | Simone Vagnozzi | 6–3, 6–3  |

### Doppio
| Anno | Campioni                            | Finalisti                         | Punteggio        |
| ---- | ----------------------------------- | --------------------------------- | ---------------- |
| 2010 | Ivo Klec Artem Smyrnov              | Konstantin Kravčuk Ivan Serheev   | 1–6, 6–3, [10–3] |
| 2009 | Pablo Santos Gabriel Trujillo Soler | Jan Hájek Dušan Karol             | 6–3, 7–6(3)      |
| 2008 | Marcin Gawron Mateusz Kowalczyk     | Raphael Durek Błażej Koniusz      | 6–4, 3–6, [10–7] |
| 2007 | Hugo Armando Brian Dabul            | Tomasz Bednarek Michał Przysiężny | 6–4, 1–6, [10–5] |